# Emanuel Miller
Emanuel Miller (Ontário, 19 de junho de 2000) é um jogador canadense de basquete profissional que atualmente joga no Chicago Bulls da National Basketball Association (NBA) e no Windy City Bulls da G-League.
Ele jogou basquete universitário pelo Texas A&M e por TCU.

## Primeiros anos
Miller começou sua carreira no ensino médio na Bill Crothers Secondary School. Antes de sua terceira temporada, ele se transferiu para a La Lumiere School. Miller se transferiu para a Prolific Prep para sua última temporada. Em outubro de 2018, ele se comprometeu com a Virginia Tech e rejeitou as ofertas de Maryland, Minnesota e Buffalo. Depois que Buzz Williams aceitou a posição de treinador principal em Texas A&M, Miller o seguiu.

## Carreira universitária
Miller teve médias de 6,4 pontos e 6,3 rebotes como calouro. Em 26 de janeiro de 2021, ele marcou 28 pontos, o recorde de sua carreira, em uma derrota por 78-54 para Carolina do Sul. Em seu segundo ano, Miller teve médias de 16,2 pontos e 8,2 rebotes. Após a temporada, ele foi transferido para a TCU, citando o desejo de um novo começo. Miller teve médias de 10,3 pontos e 6,2 rebotes em sua terceira temporada. Em seu último ano, ele teve médias de 12,3 pontos e 6,5 rebotes. Em sua temporada final, Miller teve médias de 15,8 pontos e 6,1 rebotes. Ele foi nomeado para a Segunda-Equipe da Big 12.

## Carreira profissional

### Texas Legends (2024)
Depois de não ser selecionado no draft da NBA de 2024, Miller assinou com o Dallas Mavericks em 12 de julho de 2024 e se juntou a eles para a Summer League de 2024. No entanto, ele foi dispensado em 18 de outubro e em 26 de outubro, ele se juntou ao Texas Legends.

### Chicago / Windy City Bulls (2024–Presente)
Em 28 de dezembro de 2024, Miller assinou um contrato de duas vias com o Chicago Bulls e o seu afiliado da G-League, Windy City Bulls.

## Carreira na seleção
Miller representou a Seleção Canadense em várias competições internacionais. Em julho de 2017, ele competiu pela equipe que ganhou a medalha de ouro na Copa do Mundo Sub-19. Miller teve médias de 1,6 pontos e 1,7 rebotes. Em junho de 2018, ele foi uma peça-chave para a equipe que conquistou a medalha de prata na Copa América Sub-18. Miller teve médias de 17,3 pontos, 7,3 rebotes, 1,5 assistências e 1,2 roubos de bola. Na vitória da semifinal contra Porto Rico, ele marcou 31 pontos e 14 rebotes.

## Estatísticas da carreira

### Universidade
| Ano      | Equipe    | PJ  | PT  | MPJ  | AP   | 3P   | LL   | RT  | AS  | BR  | TO | PPJ  |
| -------- | --------- | --- | --- | ---- | ---- | ---- | ---- | --- | --- | --- | -- | ---- |
| 2019–20  | Texas A&M | 30  | 25  | 24.6 | .404 | .143 | .617 | 6.3 | .9  | .7  | .1 | 6.4  |
| 2020–21  | Texas A&M | 17  | 13  | 31.6 | .571 | .000 | .817 | 8.2 | 1.4 | .8  | .1 | 16.2 |
| 2021–22  | TCU       | 34  | 34  | 27.5 | .493 | .244 | .688 | 6.2 | .9  | .7  | .8 | 10.3 |
| 2022–23  | TCU       | 32  | 31  | 29.8 | .505 | .392 | .652 | 6.5 | 1.7 | .9  | .9 | 12.3 |
| 2023–24  | TCU       | 34  | 34  | 32.6 | .486 | .383 | .815 | 6.1 | 2.6 | 1.1 | .4 | 15.8 |
| Carreira | Carreira  | 147 | 137 | 29.2 | .491 | .232 | .717 | 6.6 | 1.5 | .8  | .4 | 12.2 |

## Vida pessoal
O irmão mais novo de Miller, Leonard, joga pelo Minnesota Timberwolves da NBA, por quem foi selecionado na segunda rodada do draft da NBA de 2023.

## Links externos
- Biografia dos Horned Frogs da TCU
- Biografia do Texas A&M Aggies